# Dödsvirveln
Dödsvirveln (finksa: Syöksykierre) är en finländsk dramafilm från 1981 i regi av Tapio Suominen. I rollerna ses bland andra Kimmo Liukkonen, Markku Toikka och Kai Honkanen. Manuset skrevs av Yrjö-Juhani Renvall och Suominen.
Premiären hölls den 30 oktober 1981 på bland annat Kino Nilo i Kuusamo och Nuijamiehe i Villmanstrand och hade Sverigepremiär 21 november 1982 på Folkets hus i Sundbyberg.

## Handling
Tuomas och Mikko återvänder till hembyn efter att ha arbetat på annan ort. Tuomas har varit i Sverige där han kommit i kontakt med den svenska synden och Mikko i Helsingfors. De båda återvänder dock till något annat än de hade hoppats på.

## Rollista
- Kimmo Liukkonen – Tuomas
- Markku Toikka – Mikko
- Kai Honkanen – Petteri
- Albert Liukkonen – Einari
- Aarno Sulkanen – Riihelä
- Esko Nikkari – Kalevi
- Jaana Oravisto – Leila
- Sirpa Filppa – Riitta
- Maija Korva – Mikkos mor
- Ville Kurtti – Mikkos far
- Jorma Markkula – Erkki
- Jukka Puotila – Risto
- Ahti Haljala – "expert" på restaurangen
- Martti Kainulainen – fyllo på restaurangen
- Topi Tuomainen – finsk man i Stockholm
- Henri Kapulainen – finsk man i Stockholm
- Ulla Uotinen – Anna, dansare på stripteaseklubben
- Marika Lagercrantz  – rik flicka
- Diana Kjær – prostituerad
- Sirkka Metsäsaari – kassör på kraftverksföretaget
- Alma Korva – Petters farmor
- Aarno Viinikka – Petters farfar
- Ann-Marie Adamsson – den rika flickans mor
- Hans Bendrik – den rika flickans far
- Eino Oiva – skämtare på restaurangen
- Viljo Kaisanlahti – "hårding" på restaurangen
- Merja Kuisma – dansare

## Om filmen

### Idé och manus
Den ursprungliga idén till filmen och den första versionen av manuset, Keikka, hade Matti Ollila utvecklat redan på 1970-talet. Tapio Suominen och Yrjö-Juhani Renvall bearbetade manuset och skrev om berättelsen från att handla om tre ungas "irrationella" rånvågor till en beskrivning av den norrländska landsbygdens problem, av unga som stannat och lämnat och som träffar varandra år senare.
"Här kommer vi, livet beskrev en nedåtgående spiral", kommenterade Suominen inför premiären. "Nu behandlas det dock mycket bredare. Vi är i en helt annan miljö, historien är en annan. Det handlar inte bara om fyra unga killar, utan om hela deras generation, den föregående generationen, hela regionen, hela samhället . Den berättar om en nedåtgående spiral hos en person."
Till skådespelarna använde Suominen, precis som i sin tidigare film, både proffs och amatörer, både från Kuusamo och södra Finland.

### Produktion
Filmen spelades in i bland annat Helsingfors vintern 1980-81 och producerades av Jorma K Virtanen för Sateenkaarifilmi.

## Mottagande
Jämfört med 1981 års snitt samlade Dödsvirveln ganska många tittare, närmare bestämt 66 457 biobesökare.